# 필리핀 국민민주전선
필리핀 국민민주전선(영어: National Democratic Front of the Philippines, 타갈로그어: Pambansang Demokratikong Prente ng Pilipinas)은 1969년 3월 29일에 설립된 필리핀 공산당 주도의 통일전선이다.

## 태평양 전쟁
당시 미국과 일본이 싸우던 태평양 전쟁 무렵, 필리핀은 후크발라합으로 구성된 공산당 단체로써, 필리핀과 미국하고 연합하여 일본하고 싸웠다. 일찍이 1942년에 일본이 필리핀에서 쫓겨났으나 이는 필리핀 공산당의 활약이 제일 컸다고 한다. 그러나 바로, 미국과 필리핀은 필리핀의 공산당이었던 후크발라합과 국민민주전선 등하고 서로 대립하여, 4년간 필리핀 내전이 일어나기도 했고 CPP-NPA-NDF 반란으로도 이어졌다. 그러나 미국은 일찍이 후크발라합을 비롯해 필리핀 공산당 등을 강제 해방시키는 덕에 필리핀은 베트남이나 중국처럼 공산주의가 되지 않고 지금까지도 자유주의로 계속 유지할 수 있었다.

## 필리핀 내전
일본이 필리핀 영토에서 물러난 후, 후크발라합은 미국과 필리핀하고 싸웠으나 미국은 미리 후크발라합을 무장 해제시켰다. 하지만 1969년에도 냉전은 계속되었고 CPP-NPA-NDF 반란이 일어났으며 2008년까지 계속되었다.

## 국기 형태
필리핀 국가민주전선 국기는 남베트남 민족해방전선과 남조선민족해방전선 국기와 서로 비슷하다. 공산주의도 같지만, 위가 빨간색이고 아래가 파란색으로 되어있기 때문이다.

## 같이 보기
- 후크발라합
- 신인민군
- 필리핀 공산당
- CPP-NPA-NDF 반란
- 태평양 전쟁